# Walter Georg Kühne
Walter Georg Kühne (ur. 26 lutego 1911 w Berlinie, zm. 16 marca 1991 tamże) – niemiecki paleontolog.

## Życiorys
Początkowo studiował paleontologię na Friedrich-Wilhelms-Universität w Berlinie, skąd w 1930 roku przeniósł się na Uniwersytet w Halle. Oskarżony w 1933 roku o sympatie prokomunistyczne, został relegowany z uczelni i aresztowany na dziewięć miesięcy. Po zwolnieniu z więzienia zarabiał na życie poszukując i sprzedając skamieniałości. W 1938 roku uciekł do Wielkiej Brytanii, gdzie prowadził wykopaliska na stanowiskach położonych nad Kanałem Bristolskim. W sierpniu 1938 roku wraz z żoną odkrył w kamieniołomie Windsor niedaleko Mendip Hills szkielet niewielkiego (ok. 45 cm długości) cynodonta z rodzaju Oligokifus. Zatrzymany po napaści Niemiec na Polskę na początku września 1939 roku, był internowany w obozie na Wyspie Man do 1944 roku. Dzięki wstawiennictwu kolegów z londyńskich uczelni internowanie było dosyć łagodne i Kühne mógł czasowo opuszczać obóz celem kontynuowania pracy naukowej.
Zwolniony w 1944 roku, otrzymał stanowisko młodszego wykładowcy na University College London. Po powrocie do Niemiec w 1952 roku obronił pracę doktorską napisaną na podstawie zgromadzonego materiału kostnego Oligokifusa i został wykładowcą na Freie Universität Berlin.
W trakcie swojej pracy Kühne odnalazł wiele skamieniałości wczesnych ssaków mezozoicznych, które przyczyniły się później do rekonstrukcji ich drzewa rodowego. W 1949 roku odnalazł zęby nieznanego dotąd zwierzęcia jurajskiego, dla którego wyodrębnił nowy rodzaj Morganucodon. W 1959 roku odkrył bogate stanowisko fauny jurajskiej w kopalni węgla Guimarota pod Lizboną.

## Upamiętnienie
Jego nazwiskiem został nazwany gatunek późnotriasowego gada Kuehneosaurus.